# Kim Tử Long
Hoàng Kim Long, thường được biết đến với nghệ danh Kim Tử Long (sinh ngày 17 tháng 10 năm 1966), là một nam diễn viên kiêm nghệ sĩ cải lương người Việt Nam.

## Thân thế sự nghiệp
Kim Tử Long tên thật là Hoàng Kim Long, sinh ngày 17 tháng 10 năm 1966 tại Sài Gòn, quê gốc ở Thái Bình. Trong gia đình ông có 4 anh chị em, gồm có 3 nam và 1 nữ. Cha là Hoàng Sinh, mẹ là Châu Thanh Nguyên, vợ là nghệ sĩ Trinh Trinh. Các vai diễn thành công của ông gồm có: Y Mây (Y Ban và nàng tiên), Phan Lương (Người đẹp bến Tiền Châu), Gia Đồng (Nàng tiên Mẫu Đơn), Lữ Bố (Phụng Nghi Đình), Mỹ đen (Sống trong tình thương), Dự Nhượng (Dự Nhượng đả long bào), Đổng Thừa (Mã Siêu báo phụ thù).
Từng làm diễn viên cho các đoàn hát như đoàn cải lương Trần Hữu Trang, đoàn Huỳnh Long, đoàn Minh Tơ, Sông Bé, ông từng đoạt giải Đôi diễn viên được yêu thích nhất năm 1994 (cùng với nghệ sĩ Ngọc Huyền), huy chương vàng Hội diễn sân khấu chuyên nghiệp toàn quốc 1995, Gương mặt nghệ sĩ tài hoa năm 2000 và giải Mai Vàng 2003. Liên tiếp từ năm 2019 đến nay, ông tham gia làm nhà đấu giá cố định cho chương trình Sàn chiến giọng hát. Từ năm 2022, ông tham gia ban giám khảo chuyên môn cuộc thi Chuông vàng vọng cổ truyền hình.

## Đời tư
Là một nghệ sĩ cải lương nổi tiếng, song ông đã từng trải qua đổ vỡ hôn nhân. Trong cuộc đời, ông đã kết hôn 3 lần và có 5 người con. 
Lần thứ nhất ông kết hôn cùng người vợ đầu tiên tên là Bạch Lan, có cô con gái là diễn viên Hoàng Kim Phụng (nghệ danh Maika). Hiện Hoàng Kim Phụng đã kết hôn. Sau khi ly hôn người vợ đầu tiên, anh kết hôn lần thứ hai với Cẩm Tú - em gái của Nguyễn Hồng Sơn, có thêm hai cô con gái là Hoàng Gia Linh và Hoàng Gia Hân. Sau hai cuộc hôn nhân đổ vỡ, ông đã lập gia đình lần thứ ba với nghệ sĩ Trinh Trinh - cháu gái của nghệ sĩ nhân dân Thanh Tòng và là con gái của hai nghệ sĩ cải lương Hữu Cảnh - Xuân Yến, có thêm hai cậu con trai là Hoàng Gia Khánh (Andy) và Hoàng Gia Khiêm (Peter). Ngoài ra, ông còn có cô con gái nuôi là nghệ sĩ cải lương Bình Tinh - quán quân của chương trình Sao nối ngôi mùa đầu tiên.

## Chương trình truyền hình
- Ai là bậc thầy chính hiệu? (mùa 2) (Người chơi của đội Bậc Thầy (với Trinh Trinh))
- Lạ lắm à nha (mùa 1) (Nhân vật bí ẩn)
- Gương mặt thân quen mùa 7 (Giám khảo khách mời)
- Kỳ tài thách đấu (mùa 3, 4) (Người chơi khách mời)
- Người bí ẩn (mùa 3, 5) (Người chơi khách mời)
- Ký ức vui vẻ (mùa 1, 4) (Người chơi khách mời)
- Siêu bất ngờ (mùa 1, 5) (Người chơi khách mời)
- Sàn chiến giọng hát (mùa 1-5) (Nhà đấu giá)
- Thiên đường ẩm thực (mùa 3, 4) (Người chơi khách mời)
- Ai là số 1 (Người chơi khách mời)
- Ca sĩ ẩn danh (Người chơi khách mời)
- Úm ba la ra chữ gì (mùa 1, 2, 3) (Người chơi khách mời)
- Ca sĩ bí ẩn (mùa 2, 5) (Người chơi khách mời)
- Tối chủ nhật vui vẻ (Khách mời)
- Sao nối ngôi (Giám khảo)
- 100 triệu 1 phút (mùa 5) (Người chơi khách mời)
- Chơi phải thắng (Người chơi khách mời)
- Chọn đâu cho đúng (mùa 2) (Đội trưởng khách mời)
- Ơn giời cậu đây rồi! (mùa 3, 5, 7) (Người chơi khách mời)
- Thời tới rồi (Người chơi khách mời)
- Tâm đầu ý hợp (Khách mời)
- Cả nhà thương nhau (Khách mời)
- Làng hài mở hội (mùa 1) (Giám khảo khách mời)
- Ký ức ngọt ngào (mùa 3) (Người chơi khách mời)
- Vui cùng điệu lý câu hò (mùa 1) (MC từ tập 1-25)
- Lối ra (Khách mời)
- Khoảnh khắc rực rỡ (Khách mời)
- Song ca giấu mặt (Người chơi khách mời)
- Hành trình rực rỡ (Khách mời hướng dẫn hát cải lương)
- Đệ nhất mưu sinh (Khách mời)
- Ông bố hoàn hảo (Giám khảo)
- Có hẹn cùng thanh xuân (Khách mời)
- The Khang Show (Khách mời)

## Phim đã tham gia
- Quán Tây (2009)
- Sáng đèn (2024)

## Trình diễn trên sân khấu hải ngoại

### Trung tâm Vân Sơn
| STT | Tiết mục                    | Thể hiện với        | Chương trình | Năm  |
| --- | --------------------------- | ------------------- | ------------ | ---- |
| 1   | Tân cổ: Lấy Chồng Xứ Lạ     | Phi Nhung           | Vân Sơn 36   | 2007 |
| 2   | Tình Anh Bán Chiếu          | Đơn Ca              | Vân Sơn 38   | 2007 |
| 3   | Tân cổ: Lòng mẹ             | Đơn Ca              | Vân Sơn 39   | 2008 |
| 4   | Tân cổ: Cho Vừa Lòng Nhau   | Tâm Đoan            | Vân Sơn 41   | 2008 |
| 5   | Cải lương: Phụng Nghi Đình  | Tài Linh            | Vân Sơn 42   | 2009 |
| 6   | Hài kịch: Nhuệ Khí Tuổi Già | Bảo Quốc, Ngọc Giàu | Vân Sơn 42   | 2009 |